# Buck Rogers
Ne pas confondre avec Buck Rodgers.
Anthony Rogers est un personnage de science-fiction créé par Philip Francis Nowlan. Il apparaît pour la première fois en août 1928 dans une nouvelle publiée dans le pulp magazine Amazing Stories sous le titre Armageddon 2419 A.D.. Une suite, The Airlords of Han est publiée en mars 1929. 
Le personnage est rebaptisé Buck Rogers pour devenir un héros de comic strip (bande dessinée américaine), il apparaît pour la première fois dans un journal le 7 janvier 1929.
Buck Rogers est un ancien pilote de l'armée américaine qui, à la suite d'un accident (crash), est plongé dans un coma profond. Il se réveille alors au XXVe siècle. C'est le premier héros de science-fiction de l'histoire de la bande dessinée. Buck est aussi le premier à posséder un pistolet à rayon laser désintégrateur.

## Histoire
En 1930, les sunday strips (strips publiés dans les suppléments du dimanche des quotidiens) fusionnent avec Buck Rogers daily pour diffuser ses histoires. Puis, comme beaucoup de comic strips de l'époque, les aventures sont éditées en « pop-up Book » dans la série Big Little Book.
En 1933, Philip Francis Nowlan s'associe avec Dick Calkins pour les dessins. La série s'arrêtera en 1967. Les aventures de Buck Rogers sont aussi publiées en comic books.
Le premier jouet « Buck Rogers » apparaît en 1933, le XZ-31 Rocket Pistol (pistolet laser).
Dans les années 1960 les deux nouvelles originales seront combinées et publiées au format livre de poche par l'éditeur Donald A. Wollheim sous le titre Armageddon 2419 A.D..

## Personnages

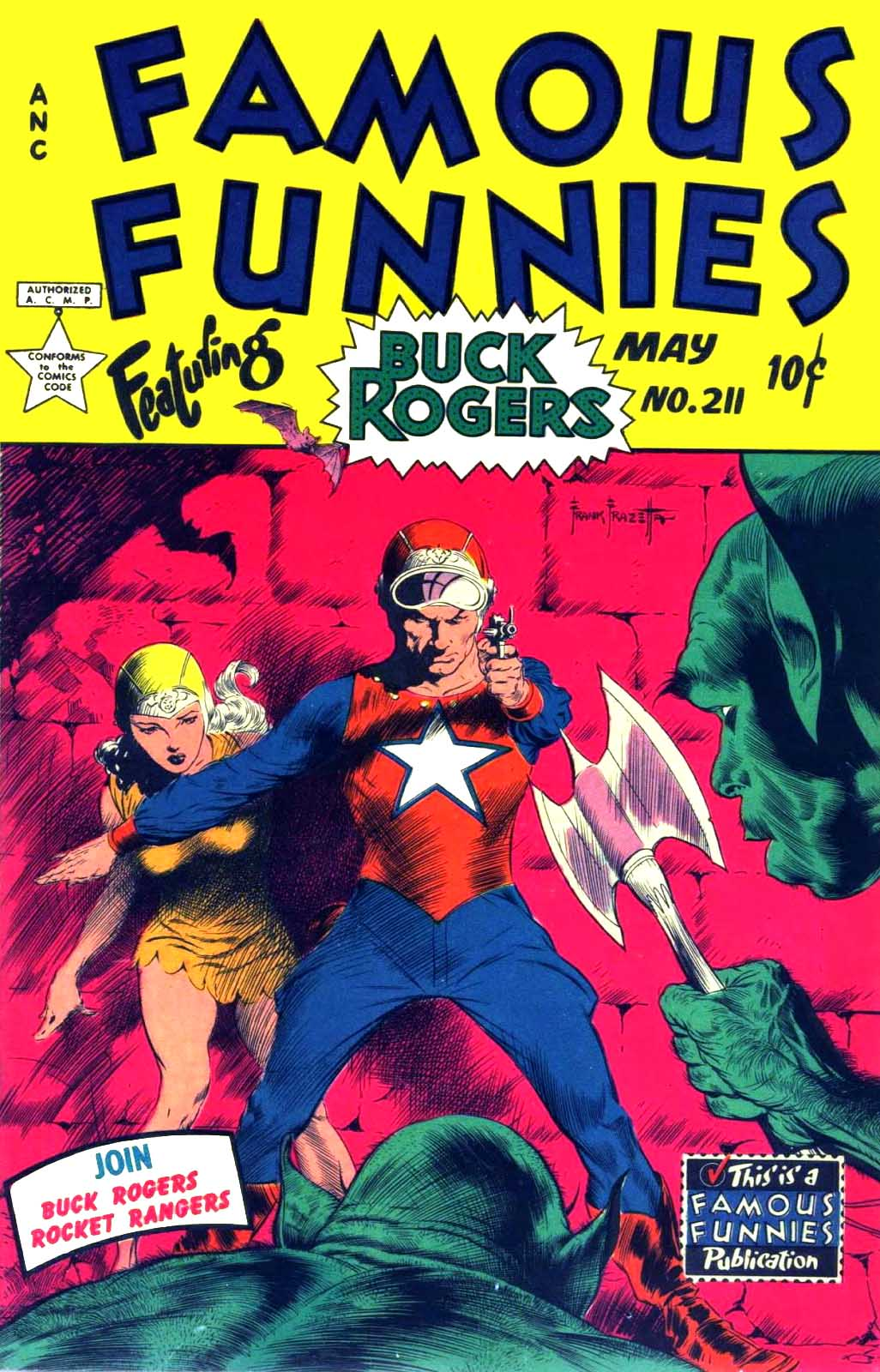
Famous Funnies no 211 (mai 1954), couverture illustrée par Frank Frazetta.

- Buck Rogers, pilote et lieutenant de l'armée américaine,
- Wilma Deering, complice de Buck Rogers,
- Killer Kane, pirate de l'espace, ennemi de Buck Rogers, dictateur de la planète Saturn.
- Princesse Ardala Valmar, complice de Killer Kane.

## Collaborateurs
Scénaristes
- Donald A. Wollheim
- Martin Caidin
- Cary Bates

Dessinateurs
- de 1933 à 1947 Dick Calkins
- de 1947 à 1949 et de 1958 à 1959 Murphy Anderson
- de 1949 à 1951 Leon Dworkins
- de 1950 à 1958 Rick Yager
- de 1959 à 1967 George Tuska
- Gray Morrow

Couvertures illustrations
- Ed Emshwiller
- Larry Elmore

## Adaptations

### Cinéma
La bande dessinée a été adaptée pour le cinéma.
- Buck Rogers (1939) de Ford Beebe & Saul A. Goodkind, feuilleton (serial) composé de 12 épisodes de 20 minutes, diffusé au cinéma.
- Buck Rogers au XXVe siècle (1979) de Daniel Haller : téléfilm « pilote » de la série télévisée, diffusé à la télévision aux États-Unis, mais sorti au cinéma en France.
- Buck Rogers, série télévisée en 8 épisodes (1950)[3].

Une possible adaptation de "Armageddon 2419 A.D" par Don Murphy est en attente. Le producteur voulait adapter l'univers. Malheureusement, le Dille Family Trust, en la personne de Louise Geer, soutient qu'il détient encore les droits de l'univers et ceci malgré le fait que Buck Rogers soit dans le domaine public depuis 1990 (50 ans après la mort de l'auteur). Après de multiples lettres de menace, Don Murphy déposa plainte. Le procès doit avoir lieu en août 2021,.

### Télévision
- Buck Rogers au XXVe siècle : série diffusée sur le réseau NBC aux États-Unis du 20 septembre 1979 au 16 avril 1981, avec un pilote de 90 minutes ; avec Gil Gerard et Erin Gray.

### Jeux

#### Jeux de société
- Buck Rogers : Battle for the 25th Century, un jeu de société sur tablier, créé par Jeff Grub et publié par TSR en 1988.
- Buck Rogers, the XXVth Century (en) (Buck Rogers XXVC), un jeu de rôle de Michael Alyn Pondsmith, publié en 1990 par TSR.
- High Adventure Cliffhangers Buck Rogers Adventure Game, un jeu de rôle de Jeff Grubb Steven Schend, publié également par TSR en 1993, mais sans rapport avec le précédent.

#### Jeu vidéo
Adaptés du cadre de campagne de TSR Buck Rogers XXVC :
- Buck Rogers: Planet of Zoom sorti en 1982.
- Buck Rogers: Countdown to Doomsday un jeu vidéo de rôle édité par SSI en 1990.
- Buck Rogers: Matrix Cubed, suite de Countdown to Doomsday sortie en 1992.

## Clins d'œil et citations
- Dans le jeu vidéo Fallout 2, dans la mine des Collines Brisées on rencontre un certain « Chuck Stodgers » dont l'histoire est étrangement similaire à celle de Buck[6].
- Un dialogue du film L'Étoffe des héros y fait référence[6] ; les astronautes affrontent les directeurs du programme Mercury leur disant « no bucks, no Buck Rogers » (« pas d'argent, pas de Buck Rogers ») en menaçant de faire des révélations à la presse.
- Le film THX 1138 de George Lucas commence par une scène du feuilleton cinématographique de 1939[7].
- Dans une bande dessinée et une série animée des Looney Tunes, Daffy Duck est Duck Dodgers.
- Dans l'épisode Vas-y Dieu ! Vas-y ! de la série South Park, le générique de la série Buck Rogers au XXVe siècle est repris.
- Buck Rogers (en) est le 7e single du groupe de rock alternatif anglais Feeder.
- Le roman de Tom Wolfe The Right Stuff (L'étoffe des Héros) évoque les tournées de propagande et de collecte de fonds entreprises par les premiers astronautes du groupe Mercury et le complexe militaro-industriel américain auprès des parlementaires  pour lever des fonds . Le leitmotiv en est : No bucks ... No Buck Rogers ! (Pas de "bucks" -dollar en argot- ...pas de "Buck Rogers!" autrement dit pas de héros).